# Hattingen
Hattingen (pronunciación en alemán: /ˈhatɪŋən/ⓘ) es un municipio situado en el distrito de Ennepe-Ruhr, en el estado federado de Renania del Norte-Westfalia (Alemania), con una población a finales de 2016 de unos 54 744 habitantes.
Se encuentra ubicado en el centro del estado, en la región de Arnsberg, a la orilla del río Ruhr —un afluente derecho del Rin—.

## Historia
Hattingen se encuentra en la orilla sur del río Ruhr, en el sur de la región del Ruhr. La ciudad fue mencionada por primera vez en 1396, cuando el duque de Mark otorgó permiso para construir una muralla. Hoy, Hattingen tiene un pintoresco del distrito histórico con Fachwerk (casas con entramado de madera) construidas entre los siglos XIV y XVI. La ciudad vieja todavía está en parte rodeada por las murallas de la ciudad de hoy.
Quedan tres castillos dentro del área municipal de Hattingen. El Castillo de Isenburg fue construido en el siglo XII en las laderas sobre el Ruhr. El castillo fue destruido en 1225, pero quedan ruinas prominentes. El Castillo de Blankenstein fue construido en el siglo XIII sobre el río Ruhr y Haus Kemnade es un castillo con foso del siglo XVI. Los tres castillos son lugares turísticos famosos y están abiertos al público.
Hattingen se convirtió en parte de la Liga Hanseática en 1554 y se convirtió en una importante ciudad comercial. En 1720, había 52 minas de carbón en funcionamiento en el área municipal y Hattingen se convirtió en una de las primeras ciudades industriales de la región del Ruhr. La producción de acero comenzó en 1853, cuando se fundó Henrichshütte. El Henrichshütte se convirtió en uno de los empleadores más importantes de toda la región y dominó la ciudad hasta su cierre en 1987.
Hoy, Hattingen todavía enfrenta problemas relacionados con el cambio estructural de la economía, pero se está convirtiendo en un centro de turismo, especialmente en su centro histórico.

### Ciudades vecinas
Las ciudades que bordean Hattingen son: Bochum, Essen, Sprockhövel, Velbert, Witten y Wuppertal.

### División de la ciudad
Hattingen se divide en los distritos de Blankenstein, Bredenscheid-Stüter, Hattingen-Mitte, Holthausen, Niederbonsfeld, Niederelfringhausen, Niederwenigern, Oberelfringhausen, Oberstüter, Welper y Winz-Baak.

## Galerìa

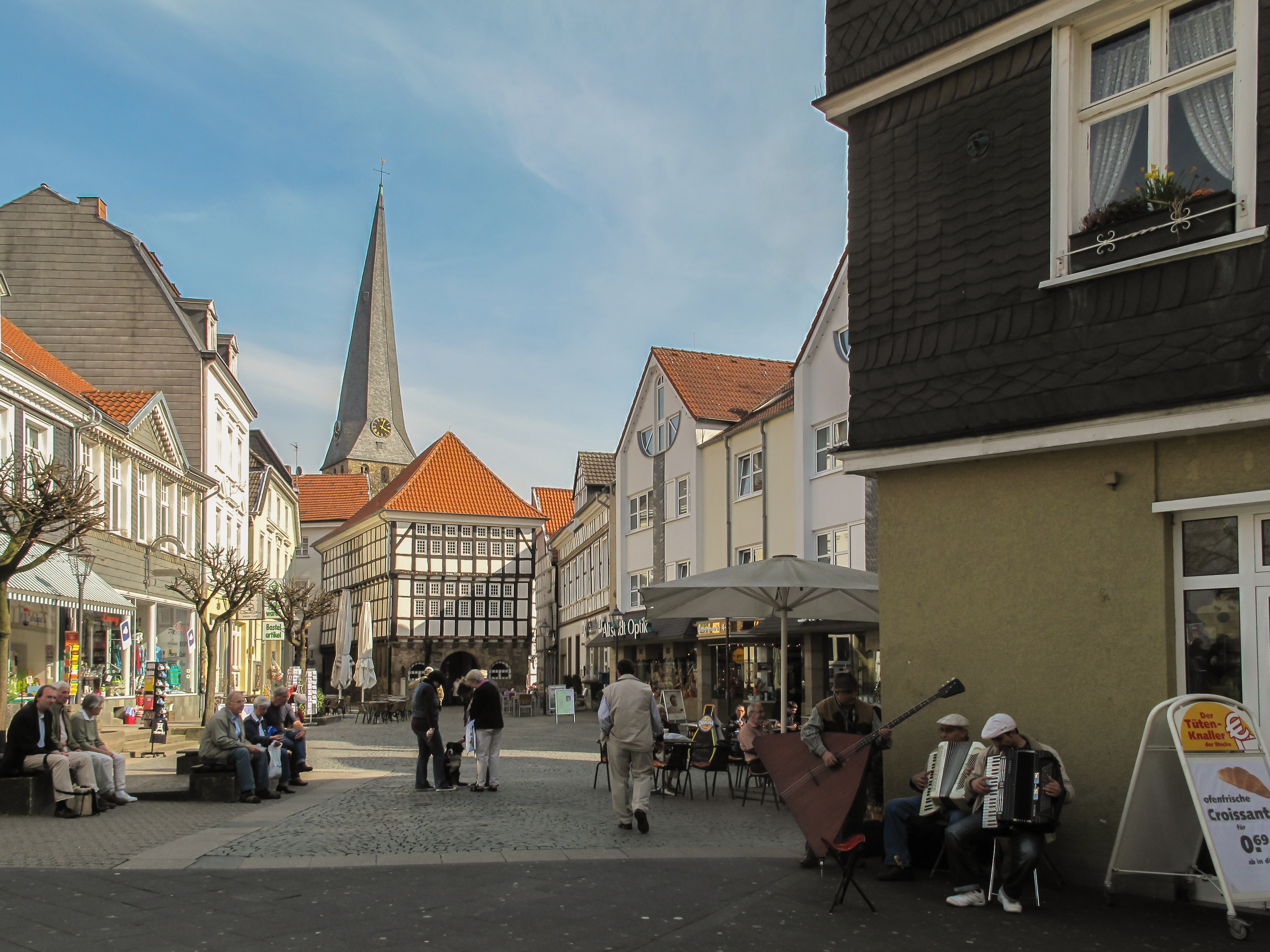
Vista en la calle con la iglesia Sankt Georgskirche
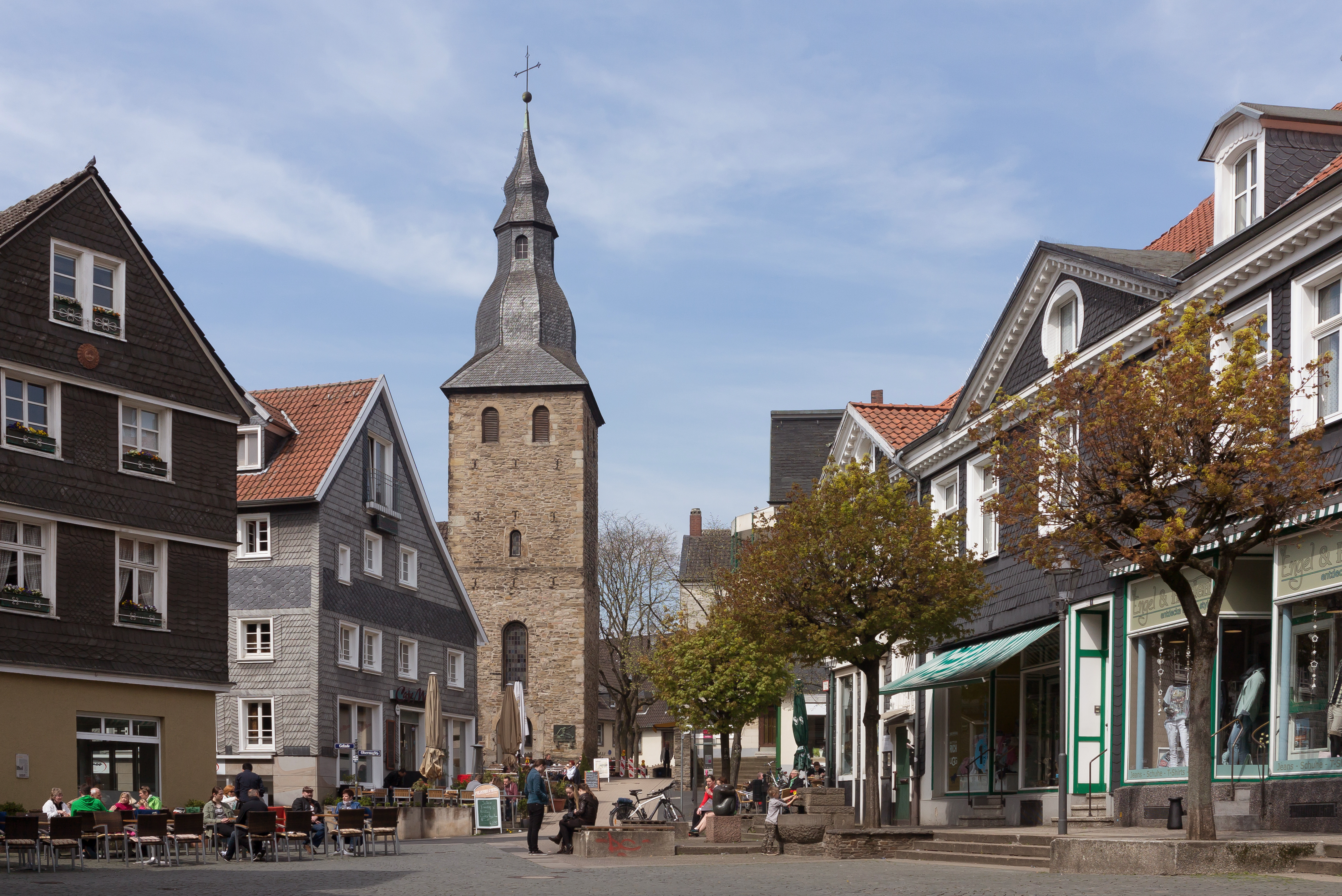
El campanario en la calle
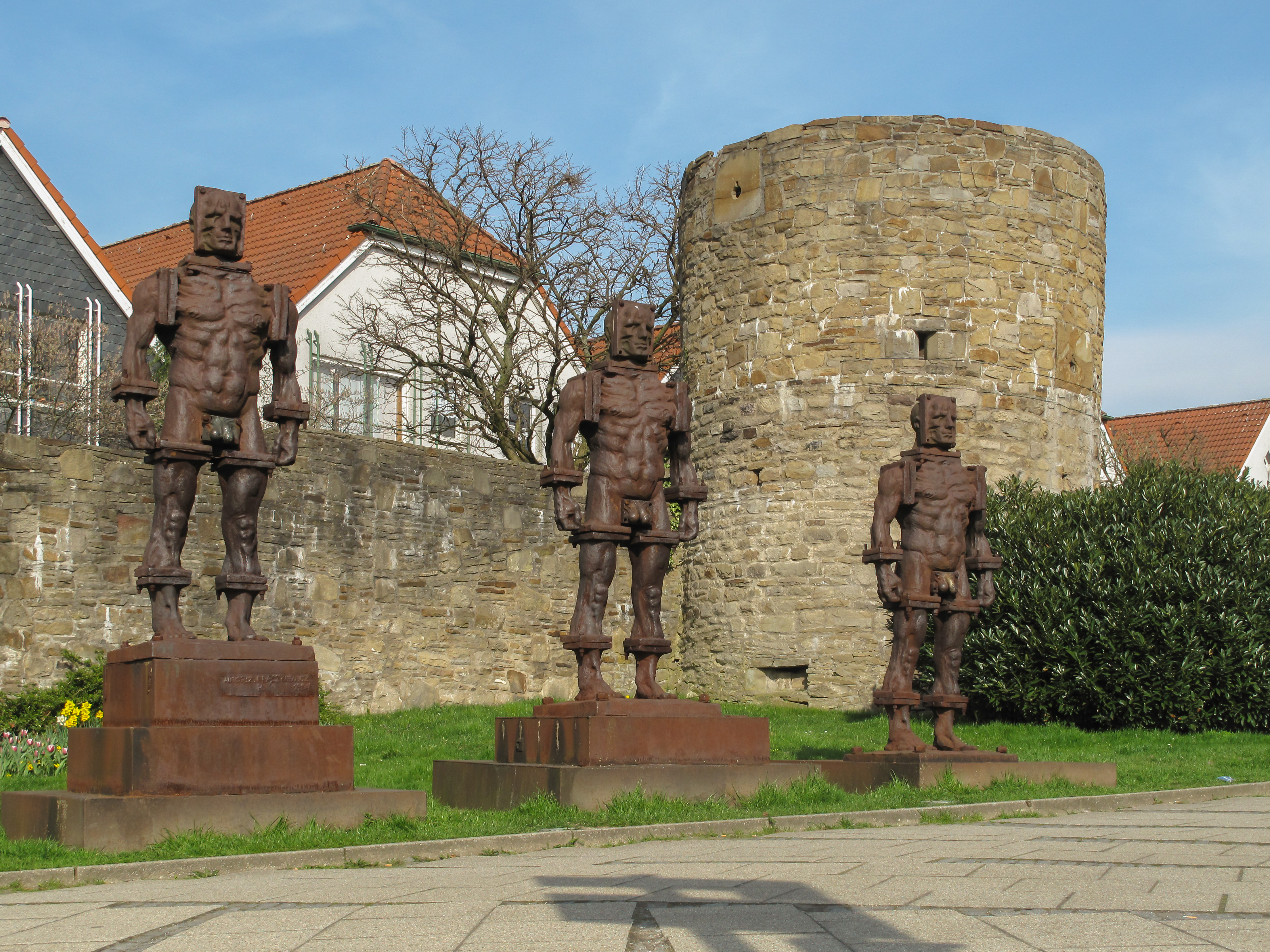
La escultura: Menschen aus Eisen (Gente de la edad de Hielo)
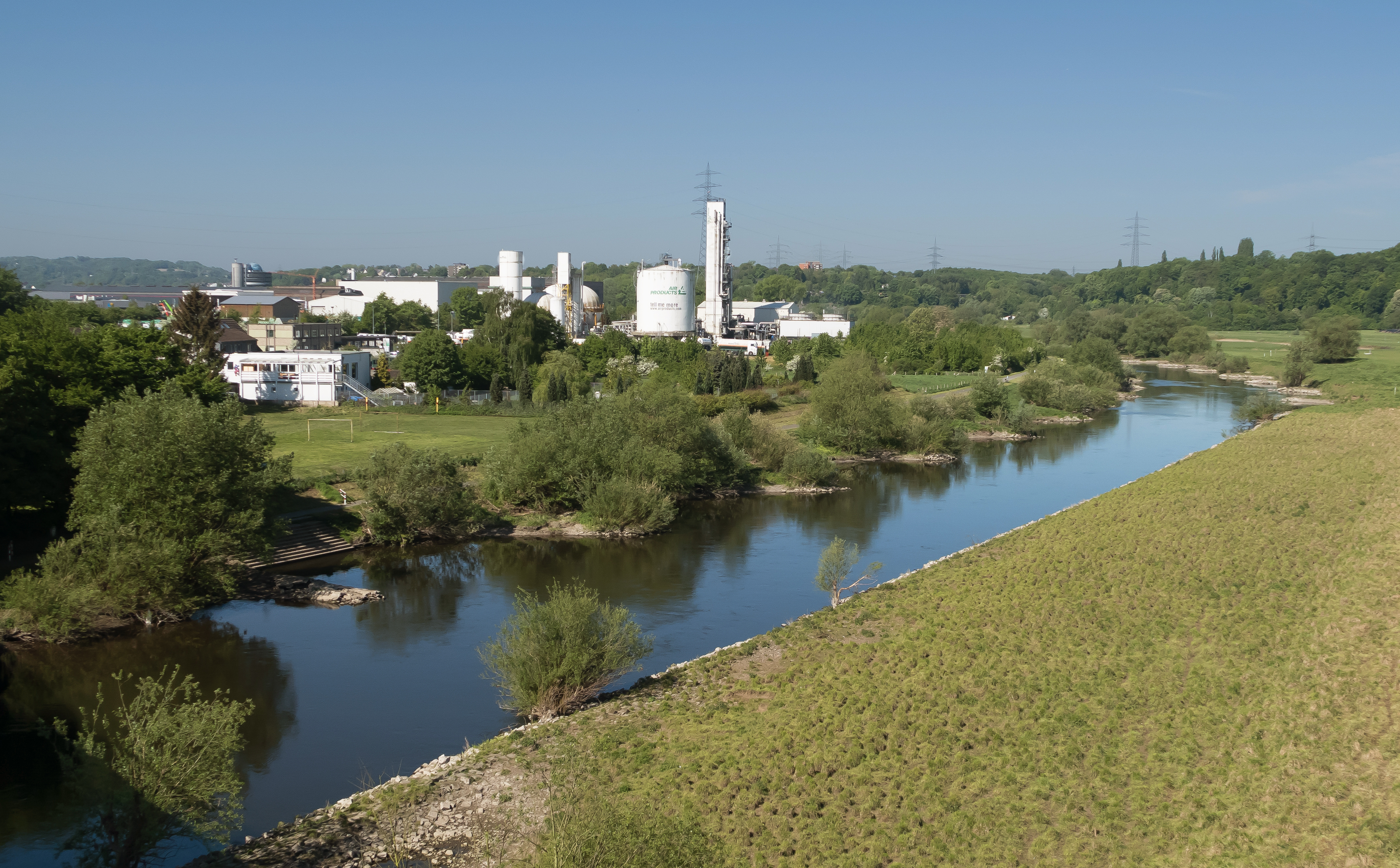
Air Products en la zona industrial
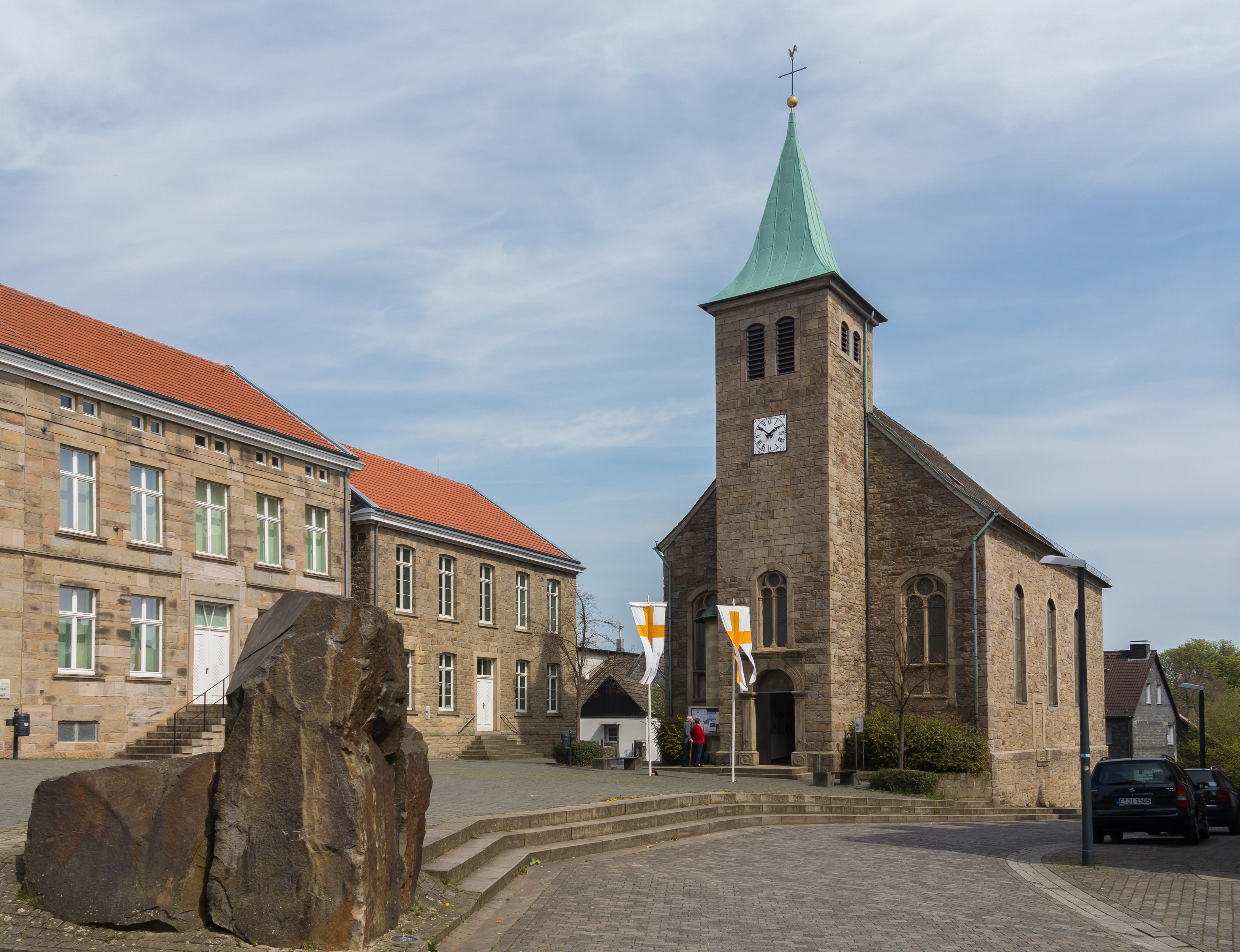
La iglesia Sankt Johann Baptist en Blankenstein
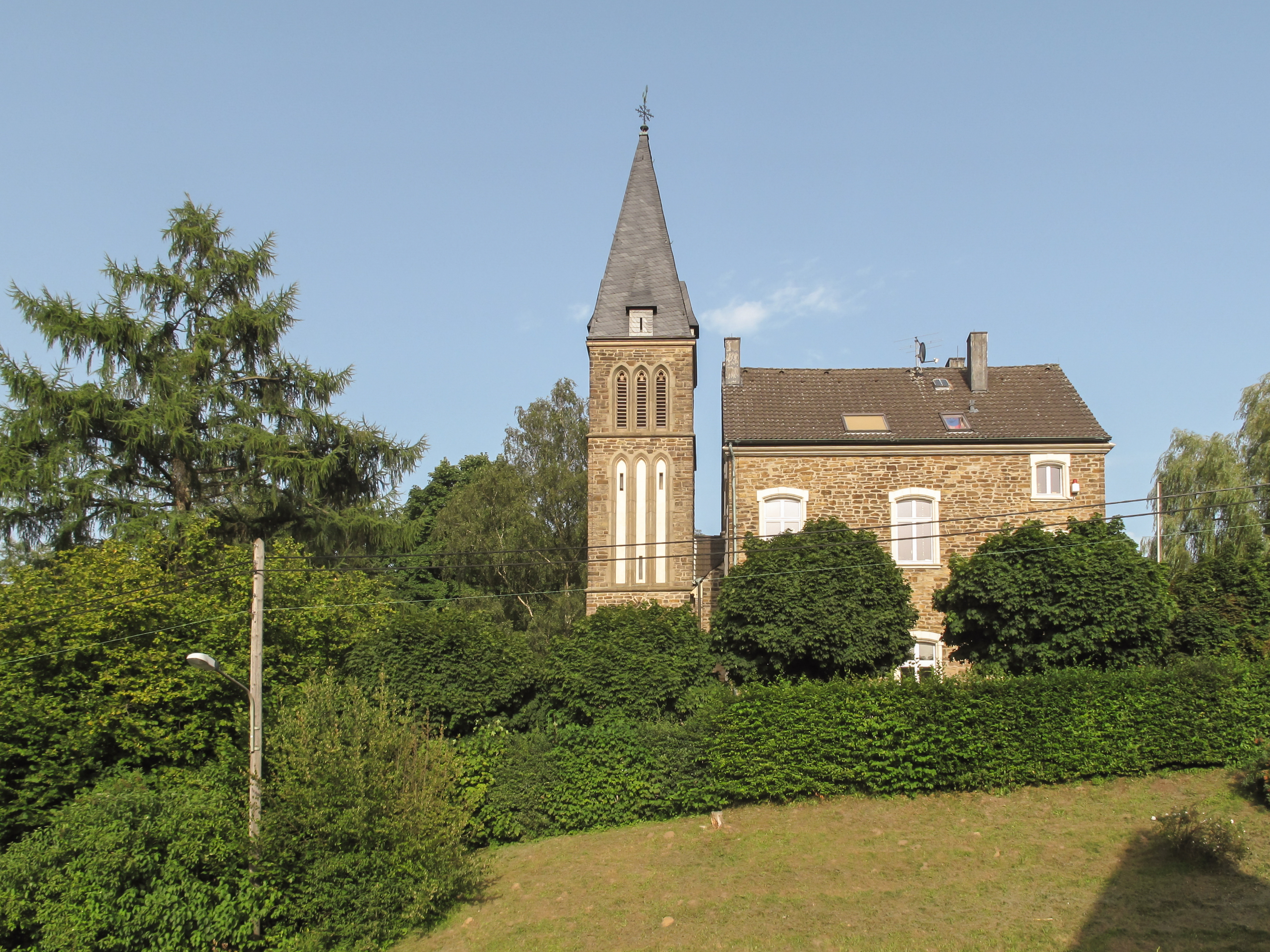
La iglesia Pfarrkirche Sankt Engelbert en Niederbonsfeld